# Hildebrand van de Longobarden
Hildebrand was de koning van de Longobarden in 744 (7 of 8 maanden). Hij was de zoon van prins Sigiprant en neef van koning Liutprand.
Hildebrand kon rond 737 Ravenna innemen, maar verloor het omstreeks 740 weer aan de Venetianen. Toen zijn oom Liutprand ziek werd, riepen anti-Byzantijnse edelen Hildebrand uit tot koning. De koning was evenwel al snel weer hersteld en betrok Hildebrand nu als medekoning in de regering.
Toen Liutprand in januari 744 stierf, aanvaardde Hildebrand de opvolging, maar werd nog datzelfde jaar - na te zijn afgezet - door Ratchis opgevolgd.